# Бегимов, Кайрат Баяндинович
Кайрат Баяндинович Бегимов (каз. Қайрат Баяндыұлы Бегімов; род. 23 августа 1968, Караганда, Казахская ССР) — казахстанский государственный и общественный деятель, аким городов Жезказгана (2018—2020) и Темиртау (2020—2022).

## Биография
Родился 23 февраля 1968 года в городе Караганде.
Имеет два высших образования: в 1992 году окончил Карагандинский политехнический институт, а в 2004-м - Алматинскую академию экономики и статистики. По квалификации: «инженер промышленного транспорта», «управление персоналом».

## Трудовая деятельность
Трудовую деятельность начал руководителем отдела по приватизации и жилья объединения «Карагандауголь».
В 1993—2006 гг. работал на разных должностях в аппаратах акима районов города Караганды.
С апреля по июнь 2006 года — начальник отдела жилищно-коммунального хозяйства, пассажирского транспорта и автомобильных дорог г. Караганды.
В 2007—2010 гг. — заместитель директора, директор Карагандинского центра гидрометеорологии.
В апреле-мае 2011 года — заместитель директора КГП «Райкомхоз».
В 2011—2012 гг. — заместитель акима района имени Казыбек би города Караганды по коммунальным вопросам.
В 2012—2013 гг. — аким Октябрьского района города Караганды.
В 2013—2015 гг. — заместитель акима города Караганды.
В 2015—2018 гг. — руководитель управления энергетики и жилищно-коммунального хозяйства Карагандинской области.
В 2018—2020 гг. — аким города Жезказгана.
В 2020—2022 гг. — аким города Темиртау.
В 2022—2023 гг. — руководитель управления энергетики и жилищно-коммунального хозяйства Карагандинской области.
В 2023—2024 гг. — заместитель председателя правления по реализации АО «Астана — Региональная Электросетевая Компания».
С августа 2024 года — председатель правления АО «Астана-Теплотранзит».